# حسی-رع
حسی-رع (انگلیسی: Hesy-Ra) یک پزشک و کاتب اعظم در اوایل دودمان سوم مصر باستان بود.
او در دوران حکومتِ جوسر و احتمالاً سِخِم‌خِت و در دربار آنان می‌زیسته‌است.
شهرت او به‌واسطهٔ نقاشی‌های داخل مقبره‌ای و تابلوهایی از جنس چوب سدر است.

## نگارخانه

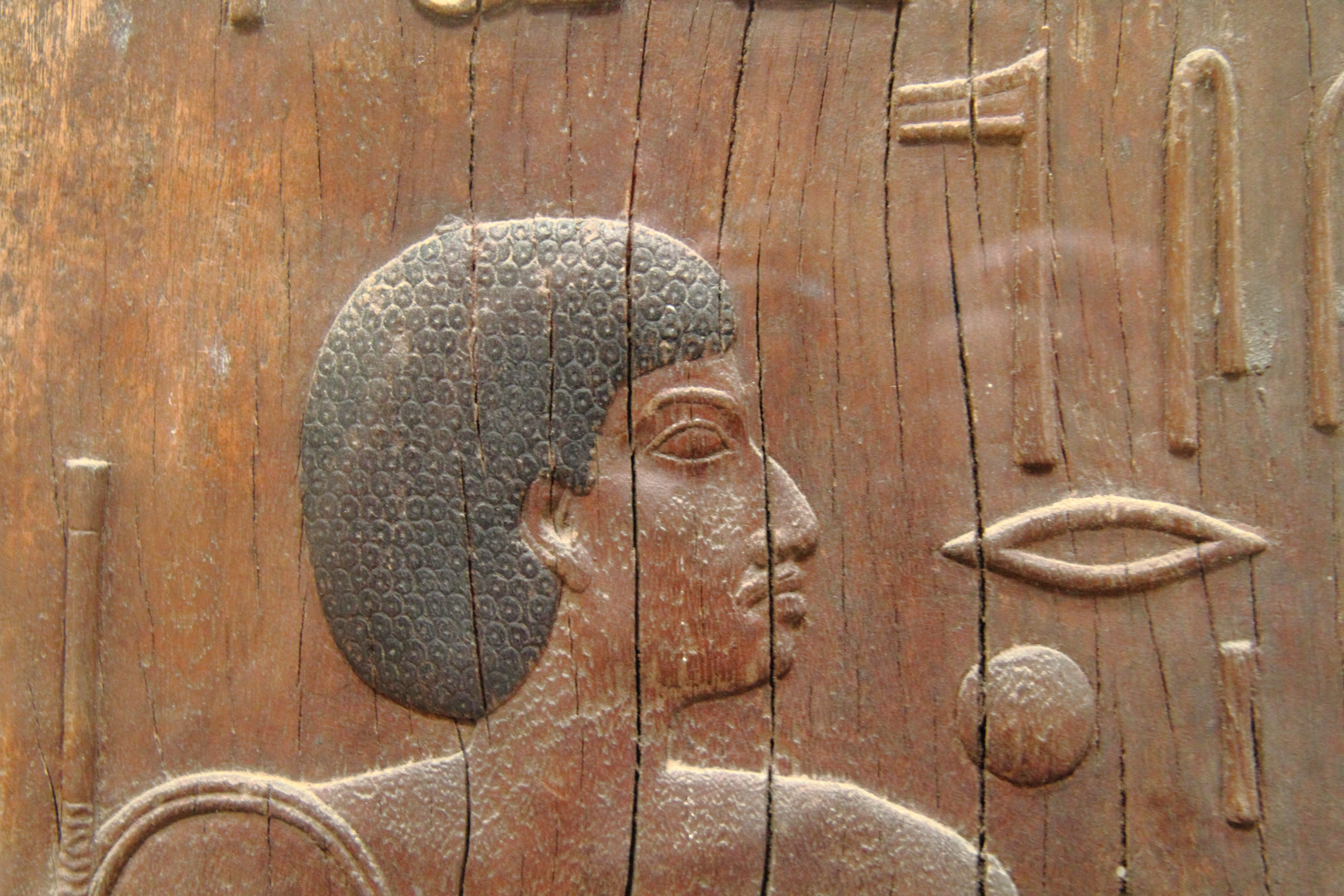
نگاره‌هایی از هسی-رع
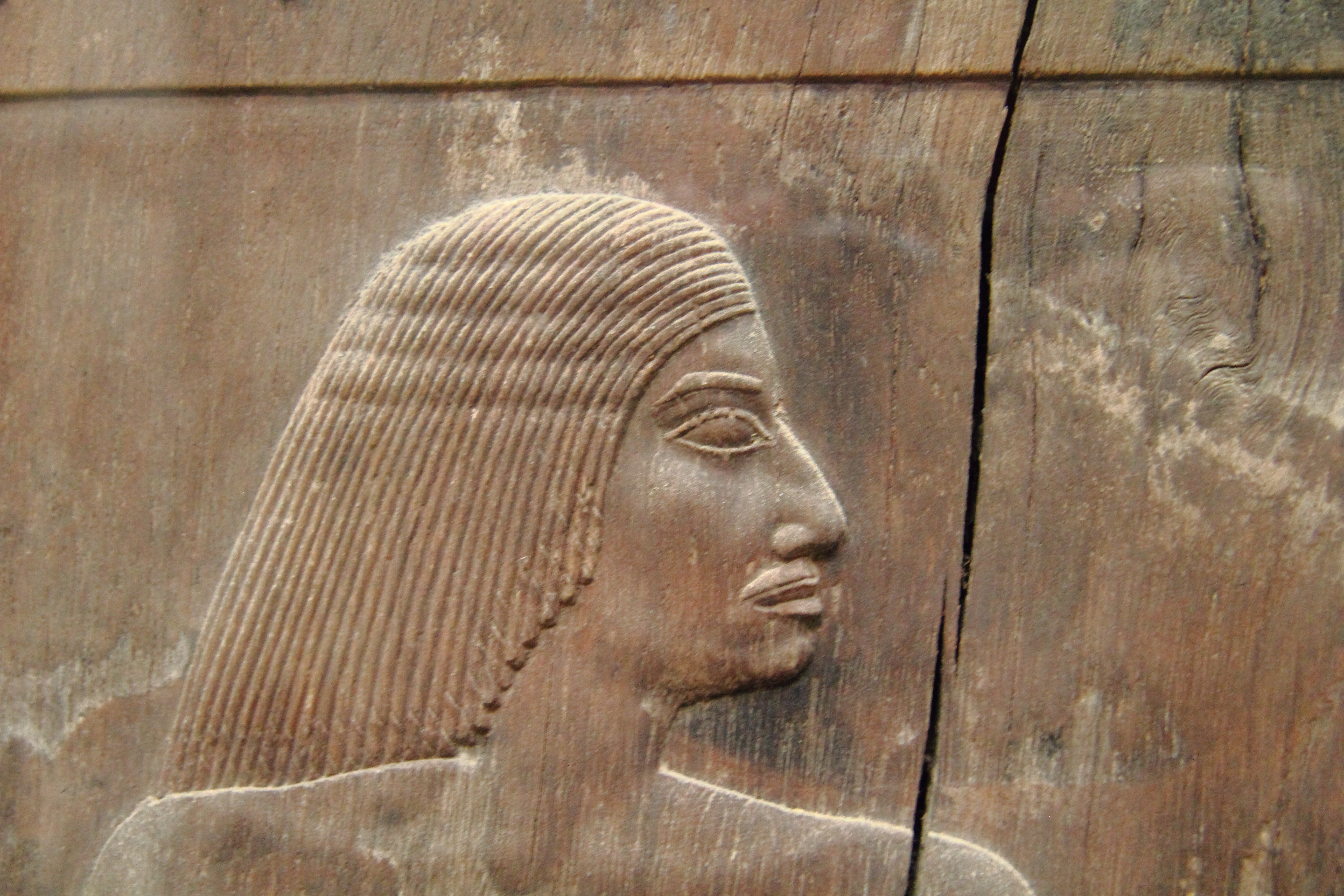
در دوران
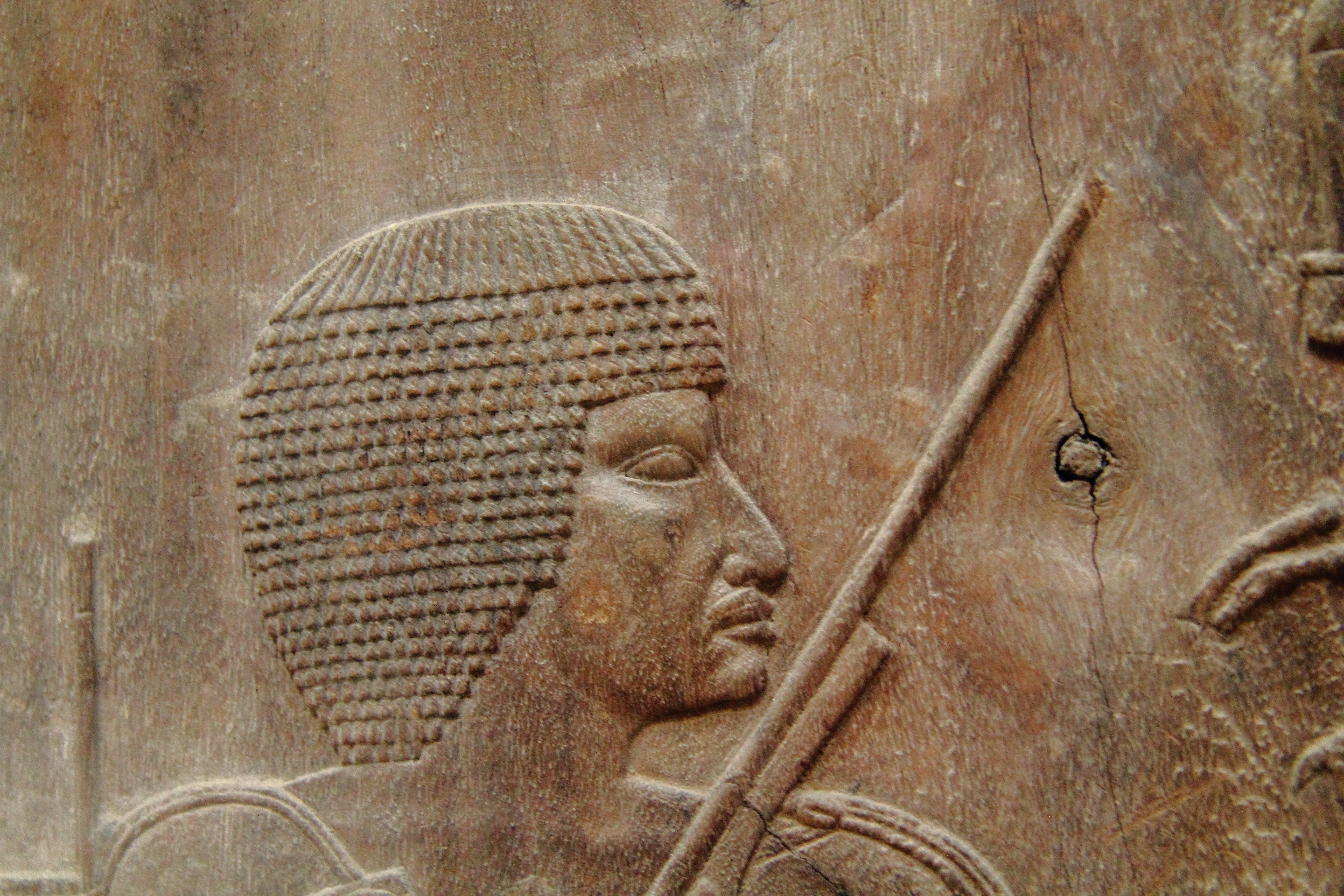
مختلف زندگی‌اش